# Supercopa Francesa de Voleibol Masculino de 2017
A Supercopa Francesa de Voleibol Masculino de 2017 foi a 9ª edição deste torneio organizado pela Federação Francesa de Voleibol. Participaram do torneio a equipe campeã do Campeonato Francês de 2016-17 e da Copa da França de 2016-17. O Chaumont Volley-Ball 52 conquistou seu primeiro título desta competição.

## Regulamento
O torneio foi disputado em partida única.

## Equipes participantes
| Equipe                  | Cidade   | Qualificação                             | Última participação |
| ----------------------- | -------- | ---------------------------------------- | ------------------- |
| Chaumont Volley-Ball 52 | Chaumont | Campeão do Campeonato Francês de 2016-17 | Estreante           |
| GFCO Ajaccio            | Ajaccio  | Campeão da Copa da França de 2016-17     | 2016                |

## Resultado
| Data  | Hora |                         | Placar |              | Set 1 | Set 2 | Set 3 | Set 4 | Set 5 | Total | Relatório |
| ----- | ---- | ----------------------- | ------ | ------------ | ----- | ----- | ----- | ----- | ----- | ----- | --------- |
| 7 out | -    | Chaumont Volley-Ball 52 | 3–1    | GFCO Ajaccio | 16–25 | 25–23 | 25–13 | 25–20 |       | 91–81 | Relatório |

## Premiação
| Supercopa da França de 2017                 |
| ------------------------------------------- |
| Chaumont Volley-Ball 52 Campeão (1° título) |